# عمر لويس (لاعب كرة قاعدة)
عمر لويس هو لاعب كرة قاعدة كوبي، ولد في 15 يوليو 1972.

## وصلات خارجية
- عمر لويس (لاعب كرة قاعدة) على موقع أوليمبيديا (الإنجليزية)